# Copa del Océano Índico 2007
La Copa del Océano Índico 2007 fue la cuarta y última edición del torneo de fútbol internacional a nivel de clubes de los territorios de ultramar de Francia para definir a un clasificado para la Copa de Campeones de Ultramar a jugarse en Francia.
El US Stade Tamponnaise de Islas Reunión venció en la final a FC Mtsapéré de Mayotte para ser el campeón por tercera vez y segunda de manera consecutiva.
Fue la última edición del torneo ya que la Federación Francesa de Fútbol decidió desaparecer la Copa de Campeones de Ultramar y reemplazarla por la Copa de Ultramar.

## Resultados

### Ida
| 13 de junio de 2007 | FC Mtsapéré | 0:1 | US Stade Tamponnaise | Stade de Mamoudzou, Mamoudzou |  |
|                     |             |     | Audemar 25'          |                               |  |

### Vuelta
| 16 de junio de 2007                                  | US Stade Tamponnaise      | 2:3 (t. s.)(0:0 t. s.)(4:1 p.) | FC Mtsapéré                                      | Stade de Mamoudzou, Mamoudzou |  |
|                                                      | Faro 65' · Cundassamy 80' |                                | Tarmidhe 1' · Houdhouna 40' (pen.) · Abome 90+2' |                               |  |
| Marcador 3-3, Stade Tamponnaise gana 4-1 en penales. |                           |                                |                                                  |                               |  |

## Campeón
| Copa del Océano Índico 2007      |
| -------------------------------- |
| Bandera de Reunión               |
| US Stade Tamponnaise 3.er título |